# Hamid Karzai
Hamid Karzai (sinh ngày 24 tháng 12 năm 1957) là tổng thống thứ 12 của chính phủ Afghanistan.
Trong Hội đồng Thủ lĩnh vào tháng 12 năm 2003, các đại biểu đồng ý Hiến pháp Afghanistan cho một chế độ tổng thống.
Ông Karzai sinh ở Kandahar, Afghanistan. Ông là người Pashtun thuộc thị tộc Populzai (sinh trưởng của nhiều vua của Afghanistan). Gia đình ông đã từng ủng hộ vua Zahir Shah. Do đó ông đã có ảnh hưởng chính trị tại Afghanistan từ khi còn trẻ. Ông đã theo học chương trình cao học về chính trị ở Đại học Himachal tại Ấn Độ từ 1979 đến 1983, nhưng sau đó ông trở về Afghanistan để ủng hộ cuộc nổi dậy chống lại chính quyền Xô Viết trong suốt thập niên 1980. Sau khi chính quyền Xô Viết rút ra khỏi Afghanistan, ông trở thành một bộ trưởng cho Burhanuddin Rabbani.
Ông nói sáu thứ tiếng: tiếng Pushtu, tiếng Dari, tiếng Urdu, tiếng Anh, tiếng Pháp và tiếng Hindi.
Khi Taliban bắt đầu nổi lên trong thập niên 1990, ông đã ủng hộ họ. Tuy nhiên, ông đã cắt đứt với họ vì ông không tin tưởng vào liên hệ của họ với Pakistan. Sau khi Taliban lật đổ chính quyền của Rabbani vào 1996, ông Karzai từ chối không làm đại sứ Liên Hợp Quốc cho họ.
Vào năm 2001, ông hậu thuẫn chính sách lật đổ Taliban của Hoa Kỳ. Vào ngày 5 tháng 12 năm 2001, các lãnh đạo Afghanistan gặp ở Bonn và đặt ông làm chủ tịch của chính phủ tạm quyền với 29 thành viên.
Ngày 5 tháng 9 năm 2002, ông Hamid Karzai suýt bị ám sát ở Kandahar. Người ám sát mặc đồng phục của quân đội Afghanistan nhưng mọi người nghi họ là người của Taliban.
Ông Karzai nhận văn bằng tiến sĩ danh dự của Đại học Himachal ngày 7 tháng 3 năm 2003.